# Військово-морські сили
Військо́во-морські́ си́ли (ВМС), або скорочено флот — окремий вид збройних сил багатьох країн, призначений головним чином, для ведення морської війни і вогневої підтримки наземних військових дій. До військово-морських сил належать надводні кораблі, кораблі-амфібії, субмарини та військово-морська авіація.
Військово-морські сили вперше з'явилися коли військові дії перемістилися з суходолу на воду. До введення артилерії морська війна перш являла собою протаранювання ворожих судів і їх захоплення. В добу Стародавньої Греції і Римської Імперії, військово-морські сили складалися з довгих та вузьких суден, які пересувалися завдяки зусиллям веслярів (як, наприклад, грецькі триреми), — головною задачею яких було таранити і топити ворожі судна або порівнятися з бортом ворожого судна, так щоб воно могло бути атакованим в рукопашну.

## ВМС світу
- Україна — Військово-морські сили Збройних сил України;
- Польща — Військово-морські сили Польщі;
- США — Військово-морські сили США;
- Японія — Військово-морські сили самооборони;
- Велика Британія — Військово-морські сили Великої Британії;
- Аргентина — Військово-морські сили Аргентини;
- Болівія — Військово-морські сили Болівії;
- Канада — Військово-морські сили Канади;
- Австралія — Королівський австралійський військово-морський флот;
- Нова Зеландія — Військово-морські сили Нової Зеландії;
- Хорватія — Військово-морські сили Хорватії;
- Бразилія — Військово-морські сили Бразилії;
- Росія — Військово-морський флот Російської Федерації.